# ガーヤトリー・マントラ

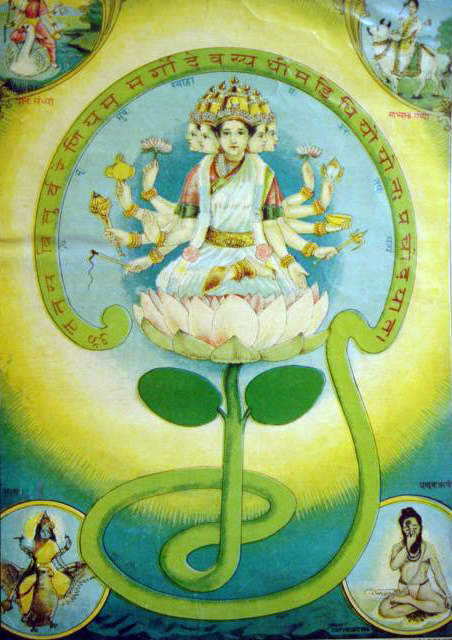
ガーヤトリー神

ガーヤトリー・マントラ（Gāyatrī Mantra。ガヤトリーマントラ、ガヤトリマントラとも）は、ヒンドゥー教における最高峰のマントラとされ、ヴェーダ聖典のエッセンスすべてを含むと言われている古いマントラのことである。

## 概要
この詩節はもともと『リグ・ヴェーダ』3.62.10 に現れる、太陽神サヴィトリ（Savitṛ）への賛歌である。「ガーヤトリー」とはこの賛歌で使われている韻律で、8音節の句を3つ並べたものをいう。『リグ・ヴェーダ』でもっとも有名な詩節であり、サヴィトリ神への賛歌であるために「サーヴィトリー」とも、また韻律から「ガーヤトリー」とも呼ばれる。『バガヴァッド・ギーター』10.35 では、クリシュナが自分がもっとも優れたものであることを表現して「聖句のうちでは私はガーヤトリーである(gāyatrī chandasām aham)」と言っている。
この詩節を唱えることはバラモンのドヴィジャ（師につくことによる第二の誕生）の儀式にはじまる学生期間においてとりわけ重要であり、師が父、ガーヤトリーが母とみなされる。
本来は自分の思考にサヴィトリ神が影響を与えるように願う文句であるが、神秘的な解釈が行われた。『サーヴィトリー・ウパニシャッド』(英語)では世界を構成する物をサヴィトリ（男性）とサーヴィトリー（女性）に二分し、両者の交感によって万物が生成されるとした。そして聖音オームと3つの発声(bhūr, bhuvaḥ, svar)に続けてサーヴィトリー詩節を唱えるとしている。
のちにガーヤトリーはそれ自体が神格化されて女神であると考えるようになった。女神としてのガーヤトリーは通常5つの頭を持つ。
仏典にもサーヴィトリー・マントラについて述べられている個所がある。

「中部経典」第92章において、サーヴィトリー（パーリ語：sāvittī）のマントラは、王が人間の中で最も偉大であることや、太陽が光の中で最も偉大であることと同じ意味で、最も優れた韻律であると述べられている。  
aggihuttamukhā yaññā sāvittī chandaso mukham; Rājā mukhaṃ manussānaṃ, nadīnaṃ sāgaro mukhaṃ. Nakkhattānaṃ mukhaṃ cando, ādicco tapataṃ mukhaṃ; Puññaṃ ākaṅkhamānānaṃ, saṅgho ve yajataṃ mukhan.

犠牲の最たるものは神聖な炎への供物であり、詩の最たるものはサーヴィトリーである。人間においては王が最たるものであり、海は川の最たるものであり、星の最たるものは月であり、光の最たるものは太陽であり、功徳を求めて犠牲を払う者にとっては、サンガが最たるものである。
「スッタニパータ」第3章第4節において、ブッダはサーヴィトリーのマントラをバラモン教の知識の典型的な指標として用いている。
Brāhmaṇo hi ce tvaṃ brūsi, Mañca brūsi abrāhmaṇaṃ; Taṃ taṃ sāvittiṃ pucchāmi, Tipadaṃ catuvīsatakkharaṃ

「もしあなたが自身をバラモンと称しながら、私を認めないのであれば、24音節からなる3行で構成されるサーヴィトリーの聖歌を唱えてみなさい」

## マントラ
オーム

（宇宙の始まりの音）
ブール ブワッ スヴァハ

物質界、心の世界、因果の世界に満ち満ちている
タット サヴィトゥル ヴァレーンニャム
至高たる、サヴィトリの、実在を讃えます。
バルゴー デーヴァッスヤ ディーマヒ
究極の精神の輝き、聖なる真理を、深く瞑想いたします。
ディヨー ヨー ナッ プラチョーダヤート
かの叡智によって、我らに光があたえられ、絶対の真理を悟ることができますように。
基本的にはこのようなものである。また、カタカナによる発音表記や意味は文献により異なる。
デーヴァナーガリー文字とラテン文字(IAST)での表記は以下のようになる。
| ॐ भूर्भुवः॒ स्वः ।     | oṃ bhūr bhuvaḥ svaḥ     |
| तत्स॑वि॒तुर्वरेण्यं॒ ।    | tat savitur vareṇyaṃ    |
| भर्गो॑ दे॒वस्य॑ धीमहि ।  | bhargo devasya dhīmahi  |
| धियो॒ यो नः॑ प्रचो॒दया॑त् ॥ | dhiyo yo naḥ pracodayāt |

## 出版物

### 音源
- CD 『ガーヤトリーマントラ108』 サティヤ サイババ

### 書籍
- 『リグヴェーダの至宝 ガーヤトリーマントラ』 サティヤサイ出版協会